# Haruki Mizuno
Pour les articles homonymes, voir Mizuno (homonymie).
Haruki Mizuno (水野 はるき, Mizuno Haruki) est une idole de l'AV et une gravure idol (mannequin de charme).

## Biographie
Haruki Mizuno est née à Tokyo (Japon) le 3 mars 1979 ou peut être 1980 Elle quitte les études secondaires et pense travailler dans le "soapland",. Elle adopte comme nom d'emprunt celui de l'actrice Maki Mizuno sur laquelle elle prend exemple.
Mizuno débute dans l'AV au mois de Décembre 1997. Sa première vidéo, Barefoot Fairy, est produite par Sexia company's Try Heart. Elle fait rapidement sensation aussi bien dans le monde de l'AV que dans celui de la gravure idol,.
Pendant près d'un an, Mizuno tourne une vidéo par mois pour le compte de Sexia.
Abandonnant son image de nymphette, sa troisième vidéo, Sweet Baby, parue en Mars 1998, la présente comme la jeune sœur du spectateur.
Dans sa parution du mois de Mai 1998, Pretty Wife 4: Currently In Training, Mizuno tient le rôle d'une jeune femme récemment mariée qui doit subir les assauts non seulement de son mari mais également de ses créanciers.
Dans Sorry (Août 1998), l'actrice interprète le thème bien connu et apprécié des japonais de la femme professeur mature partageant une histoire amoureuse avec son jeune étudiant.
Vers le mois de Septembre 1998, se sentant excédée physiquement et moralement, Mizuno décide de marquer une pause avec l'industrie du film pornographique. Son éloignement durera deux ans pendant lesquels elle apparait régulièrement dans une revue « rose », Blonde Teacher (金髪先生), diffusée à une heure tardive sur la chaîne TV Asahi,.
Elle revient à la vidéo pour adultes avec Reunion publiée sous l'égide de Sexia Try Heart en Septembre 2000. L'industrie du film pornographique salue le retour de Mizuno comme étant « l'évènement le plus scandaleux survenu durant le deuxième semestre de l'année ».
Se sentant plus à l'aise après cette interruption, Mizuno accepte d'interpréter des scènes qu'elle a refusé de tourner auparavant. La deuxième vidéo qu'elle tourne après son retour, Make Love (Octobre 2000), comporte, pour la première fois, des scènes de bondage et de viol,.
Près de dix ans après ses débuts et huit ans après avoir marqué une pause vis-à-vis de l'AV en 2002, sa popularité est telle, qu'en février 2007, Amazone-Japon maintient une liste de 50 de ses vidéos disponibles ainsi que 16 albums-photos de sa seule personne tels que FAIRY TALE―水野はるき写真集 (Octobre 1998) ou parmi d'autres modèles.

## Filmographie (partielle)
| Titre du film | Producteur          | Réalisateur                    | Parution          |
| --- | ------------------- | ------------------------------ | ----------------- |
| Barefoot Fairy 裸足の妖精 | Try Heart/Sexia     | Jank Saito                     | 26 décembre 1997  |
| Take Off The Ribbon リボンをはずして... | Try Heart/Sexia     | Futoshi Sakura                 | 30 janvier 1998   |
| Sweet Baby あまえんぼう | Try Heart/Sexia     |                                | 15 mars 1998      |
| W Stimulation Wの刺激 | Try Heart/Sexia     | Shibao Kageura                 | 23 avril 1998     |
| Sexy Princess セクシープリンセス | Raising Company     |                                | 15 mai 1998       |
| Pretty Wife 4 プリティワイフ4 | Try Heart/Sexia     | Futoshi Sakura                 | 22 mai 1998       |
| Chu | Try Heart/Sexia     | Futoshi Sakura                 | 19 juin 1998      |
| Melody | Raising Company     |                                | 7 août 1998       |
| The Temptation of Eve | Cosmos              |                                | 7 juillet 1998    |
| "Sorry" 「ごめんね。」 | Try Heart/Sexia     | Hiroshi Sachimura              | 14 août 1998      |
| Sexia Twinkle Memories セクシア トゥインクルメモリーズ                                                                                               |                     |                                | 16 juillet 1999   |
| Fight! Breasts! | Cosmos              |                                | 6 septembre 2000  |
| Reunion 再会 | Try Heart/Sexia     | Doragon                        | 15 septembre 2000 |
| Make Love | Try Heart           | Makoto Nimekoji                | 13 octobre 2000   |
| Heartbeats So Strong この胸のトキメキを | Cosmos Plan         | Taaki Kurata                   | 14 novembre 2000  |
| Arousal - Getting Turned On - 覚醒～めざめ～ | Try Heart           |                                | 17 novembre 2000  |
| Milky Shower ミルキィシャワー | Try Heart           |                                | 16 mars 2001      |
| Milky Shower ミルキィシャワー | Try Heart           |                                | 16 mars 2001      |
| Girls with Platinum Breasts プラチナバストガール | Try Heart           |                                | 22 juin 2001      |
| Fuck and Suck クチもアソコもしゃぶり突きたい | RAISING             | Sanjyuro                       | 29 septembre 2001 |
| Renew | Alice Japan         | Akira Takaki                   | 28 juin 2002      |
| Bubbly Heaven/The Contrary Soap Heaven 逆ソープ天国                                                                                                  | Babylon/Alice Japan | Shigeo Katsuyama               | 26 juillet 2002   |
| Rape Rave レイプ狂い | Alice Japan         | Yuji Sakamoto                  | 27 août 2002      |
| The Female Teacher's Body Target | Shy                 |                                | 25 septembre 2002 |
| Bubbly Heaven 逆ソープ天国 DVD comprenant en outre Bubbly Heaven & Rape Rave                                                                         | Alice Japan         | Shigeo Katsuyama Yuji Sakamoto | 24 janvier 2003   |
| Bubbly Heaven Special Charter 7 逆ソープ天国貸切スペシャル 7                                                                                         | Alice Japan         | Usagi Kanda                    | 12 septembre 2003 |
| Semen Battle Royale 2004 | Dogma               |                                | 10 janvier 2004   |
| Cosmos Memorial/ Haruki Mizuno 宇宙企画メモリアル 水野はるき DVD comprenant aussi The temptation of EVE, Fight! Breasts!, & My excitement for you... | Cosmos Plan         |                                | 23 janvier 2004   |
| Confinement Chair Trance | Dogma               |                                | 10 février 2004   |
| COSMOS COMBO! 4 Hours - Fresh Skin Girls 宇宙企画COMBO！4時間 もち肌っ娘編                                                                           | Cosmos Plan         |                                | 27 janvier 2006   |

- Breast Bomber
- Dogma Fucker
- Double Impact
- Supreme Bust
- Memorial Best